# Giorgio di Schaumburg-Lippe
Giorgio di Schaumburg-Lippe (Bückeburg, 10 ottobre 1846 – Bückeburg, 29 aprile 1911) è stato reggente del principato di Schaumburg-Lippe.

## Biografia

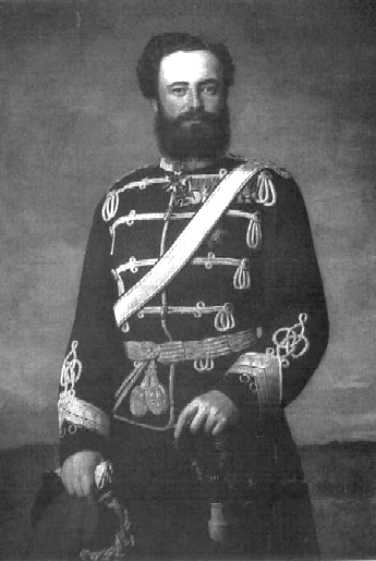
Il principe Giorgio in un ritratto d'epoca

Giorgio nacque a Bückeburg da Adolfo I di Schaumburg-Lippe e dalla principessa Erminia di Waldeck e Pyrmont (1827-1910).
Destinato alla carriera militare, studiò dapprima all'Università di Gottinga e successivamente venne inquadrato come ufficiale nell'esercito del Schaumburg-Lippe. Dopo gli accordi militari tra Prussia e Schaumburg-Lippe nel 1867, entrò nel 7º battaglione di fanteria di Cleves, venendo poi trasferito a Bückeburg, ottenendo il grado di capitano. Come suo padre, prese parte alla guerra franco-prussiana nell'11° ussari a Düsseldorf; nel 1876 venne spostato nella guardia degli ussari di Potsdam dove rimase in servizio sino al 1879.
Egli succedette al padre nel titolo di principe di Schaumburg-Lippe alla di lui morte, l'8 maggio 1893 e regnò sino alla propria morte, avvenuta il 29 aprile 1911 a Bückeburg; gli successe il figlio, il principe Adolfo II.
Durante gli anni del suo principato, promosse lo sfruttamento minerario come risorsa economica fondamentale del suo piccolo principato ed infatti da lui prende il nome la miniera di Georgschacht a Stadthagen.

## Matrimonio e figli
Giorgio si sposò il 16 aprile 1882 a Altenburg con la principessa Maria Anna di Sassonia-Altenburg (1864-1918), da cui ebbe nove figli:
- Adolfo Bernardo (1883-1936), sposò Elisabeth Bischoff
- Maurizio (1884-1920), senza eredi
- Pietro Adolfo (nato e morto nel 1886)
- Volrado (1887-1962), sposò la principessa Batilde di Schaumburg-Lippe
- Stefano (1891-1965), sposò la duchessa Ingeborg Alice di Oldenburg
- Enrico (1894-1952), sposò la contessa Maria Erica di Hardenberg
- Margherita (1896-1897)
- Federico Cristiano (1906-1983), sposò la contessa Alessandra di Castell-Rüdenhausen, la principessa Maria Luisa di Schleswig-Holstein-Sonderburg-Glücksburg ed Helena von Bartolf
- Elisabetta (1908−1933), sposò Benvenuto Hauptmann e il barone Giovanni di Frankensdorf

## Ascendenza
|                                         |                                |                                                      | Genitori                                           |  |  | Nonni |  |  | Bisnonni                       |  |  | Trisnonni                             |  |
|                                         |                                |                                                      |                                                    |  |  |       |  |  | Filippo II di Schaumburg-Lippe |  |  | Federico Ernesto di Lippe-Alverdissen |  |
|                                         |                                |                                                      |                                                    |  |  |       |  |  | Filippo II di Schaumburg-Lippe |  |  | Federico Ernesto di Lippe-Alverdissen |  |
|                                         |                                | Dorotea Amalia di Schleswig-Holstein-Sonderburg-Beck |                                                    |  |  |       |  |  | Filippo II di Schaumburg-Lippe |  |  |                                       |  |
| Giorgio Guglielmo di Schaumburg-Lippe   |                                |                                                      |                                                    |  |  |       |  |  | Filippo II di Schaumburg-Lippe |  |  |                                       |  |
|                                         |                                | Giuliana d'Assia-Philippsthal                        | Guglielmo d'Assia-Philippsthal                     |  |  |       |  |  |                                |  |  |                                       |  |
|                                         |                                | Giuliana d'Assia-Philippsthal                        | Guglielmo d'Assia-Philippsthal                     |  |  |       |  |  |                                |  |  |                                       |  |
|                                         |                                | Giuliana d'Assia-Philippsthal                        | Ulrica Eleonora d'Assia-Philippsthal-Barchfeld     |  |  |       |  |  |                                |  |  |                                       |  |
| Adolfo I di Schaumburg-Lippe            |                                | Giuliana d'Assia-Philippsthal                        |                                                    |  |  |       |  |  |                                |  |  |                                       |  |
|                                         |                                | Giorgio I di Waldeck e Pyrmont                       | Carlo Augusto Federico di Waldeck e Pyrmont        |  |  |       |  |  |                                |  |  |                                       |  |
|                                         |                                | Giorgio I di Waldeck e Pyrmont                       | Carlo Augusto Federico di Waldeck e Pyrmont        |  |  |       |  |  |                                |  |  |                                       |  |
|                                         |                                | Giorgio I di Waldeck e Pyrmont                       | Cristiana Enrichetta del Palatinato-Zweibrücken    |  |  |       |  |  |                                |  |  |                                       |  |
| Ida di Waldeck e Pyrmont                |                                | Giorgio I di Waldeck e Pyrmont                       |                                                    |  |  |       |  |  |                                |  |  |                                       |  |
|                                         |                                | Augusta di Schwarzburg-Sondershausen                 | Cristiano Günther III di Schwarzburg-Sondershausen |  |  |       |  |  |                                |  |  |                                       |  |
|                                         |                                | Augusta di Schwarzburg-Sondershausen                 | Cristiano Günther III di Schwarzburg-Sondershausen |  |  |       |  |  |                                |  |  |                                       |  |
|                                         |                                | Augusta di Schwarzburg-Sondershausen                 | Carlotta Guglielmina di Anhalt-Bernburg            |  |  |       |  |  |                                |  |  |                                       |  |
| Giorgio di Schaumburg-Lippe             |                                | Augusta di Schwarzburg-Sondershausen                 |                                                    |  |  |       |  |  |                                |  |  |                                       |  |
|                                         | Giorgio I di Waldeck e Pyrmont | Carlo Augusto Federico di Waldeck e Pyrmont          |                                                    |  |  |       |  |  |                                |  |  |                                       |  |
|                                         | Giorgio I di Waldeck e Pyrmont | Carlo Augusto Federico di Waldeck e Pyrmont          |                                                    |  |  |       |  |  |                                |  |  |                                       |  |
|                                         | Giorgio I di Waldeck e Pyrmont | Cristiana Enrichetta del Palatinato-Zweibrücken      |                                                    |  |  |       |  |  |                                |  |  |                                       |  |
| Giorgio II di Waldeck e Pyrmont         | Giorgio I di Waldeck e Pyrmont |                                                      |                                                    |  |  |       |  |  |                                |  |  |                                       |  |
|                                         |                                | Augusta di Schwarzburg-Sondershausen                 | Cristiano Günther III di Schwarzburg-Sondershausen |  |  |       |  |  |                                |  |  |                                       |  |
|                                         |                                | Augusta di Schwarzburg-Sondershausen                 | Cristiano Günther III di Schwarzburg-Sondershausen |  |  |       |  |  |                                |  |  |                                       |  |
|                                         |                                | Augusta di Schwarzburg-Sondershausen                 | Carlotta Guglielmina di Anhalt-Bernburg            |  |  |       |  |  |                                |  |  |                                       |  |
| Erminia di Waldeck e Pyrmont            |                                | Augusta di Schwarzburg-Sondershausen                 |                                                    |  |  |       |  |  |                                |  |  |                                       |  |
|                                         |                                | Vittorio II di Anhalt-Bernburg-Schaumburg-Hoym       | Carlo Luigi di Anhalt-Bernburg-Schaumburg-Hoym     |  |  |       |  |  |                                |  |  |                                       |  |
|                                         |                                | Vittorio II di Anhalt-Bernburg-Schaumburg-Hoym       | Carlo Luigi di Anhalt-Bernburg-Schaumburg-Hoym     |  |  |       |  |  |                                |  |  |                                       |  |
|                                         |                                | Vittorio II di Anhalt-Bernburg-Schaumburg-Hoym       | Amalia Eleonora di Solms-Braunfels                 |  |  |       |  |  |                                |  |  |                                       |  |
| Emma di Anhalt-Bernburg-Schaumburg-Hoym |                                | Vittorio II di Anhalt-Bernburg-Schaumburg-Hoym       |                                                    |  |  |       |  |  |                                |  |  |                                       |  |
|                                         |                                | Amalia di Nassau-Weilburg                            | Carlo Cristiano di Nassau-Weilburg                 |  |  |       |  |  |                                |  |  |                                       |  |
|                                         |                                | Amalia di Nassau-Weilburg                            | Carlo Cristiano di Nassau-Weilburg                 |  |  |       |  |  |                                |  |  |                                       |  |
|                                         |                                | Amalia di Nassau-Weilburg                            | Carolina d'Orange-Nassau                           |  |  |       |  |  |                                |  |  |                                       |  |
|                                         |                                | Amalia di Nassau-Weilburg                            |                                                    |  |  |       |  |  |                                |  |  |                                       |  |